# مونیانا
مونیانا دهستانی در استان آبیلای اسپانیا است.
در این دهستان ۵۵۰ نفر زندگی می‌کنند. مساحت این دهستان ۳۳٫۴۶ کیلومتر مربع است.